# Помста за розкол країни
Кампа́нія «По́мста за розко́л краї́ни» — всеукраїнська громадянська кампанія, спрямована на недопущення ухвалення законопроєкту «Про засади державної мовної політики» № 9073 та на знівелювання негативних наслідків від ухваленого закону «Про засади державної мовної політики» № 5029-VI. Полягала у зниженні рейтингів народних депутатів та політичних партій, які голосували за законопроєкт у Верховній Раді України, а також у пониженні рейтингів та іміджу інших осіб, що своїми діями сприяли прийняттю законопроєкту. Кампанія відбувалася в рамках тривалішої кампанії «Займіться ділом, а не язиком!». Після ухвалення законопроєкту та набуття ним чинності кампанія тривала з метою недопущення подальшої участі цих політичних сил та осіб в політичному житті України та/або якнайскорішому припиненню цієї участі.

## Причини виникнення
14 травня 2012 року на погоджувальній раді парламентських депутатських фракцій голова фракції Партії регіонів у Верховній Раді Олександр Єфремов ініціював винесення на порядок денний законопроєкту № 9073, зареєстрованого у парламенті 7 лютого 2012 року. Того ж дня Громадянський рух «Відсіч» виступив із закликом до усіх свідомих українців «готуватися до організації кампанії з тотального знищення рейтингу Партії регіонів по всій Україні» й анонсував попереджувальний флеш-моб біля Верховної Ради, який відбувся 15 травня. 17 травня громадські активісти кампанії «Займіться ділом, а не язиком!» прийшли під офіси Партії регіонів та Народної партії, де вручили їхнім представникам «листи щастя» — звернення з вимогою не виносити на порядок денний Верховної Ради законопроєкт. У разі невиконання вимоги активісти заявили, що розпочнуть широкомасштабну всеукраїнську кампанію зі зниження рейтингу зазначених партій та окремих їхніх представників.

## Мета
За словами учасників кампанії, метою було "відсторонення від влади тих, хто замість того, щоб вирішувати економічні та соціальні проблеми, намагається розколоти країну та зіштовхнути лобами простих людей, які, незалежно від мови спілкування, однаково страждають від влаштованого їм нинішньою владою «покращення життя вже сьогодні».

## Тактика
- Недопущення ухвалення законопроєкту № 9073 на будь-якому етапі його розгляду (перше читання, друге читання, підпис Головою Верховної Ради, підпис президентом тощо).
- У разі ухвалення — систематична робота над пониженням рейтингів народних депутатів, політичних партій перед парламентськими виборами 2012 року, що сприяли ухваленню законопроєкту; а також над пониженням рейтингів, іміджу інших осіб, причетних до прийняття цього законопроєкту.

## Стратегія
Починаючи з 31 травня 2012 року активісти використовували як основну стратегію кампанії поїздки до мажоритарних округів конкретних народних депутатів, що плануювали балотуватися у цих округах. Також — пошук місцевих активістів у округах. Під кінець передвиборчої кампанії, а саме у вересні—жовтні 2012 року, у регіонах у рамках кампанії в діяльності берали участь переважно місцеві активісти.
Активісти здійснювали план із пониження рейтингу в основному шляхом розповсюдження листівок, розклеювання афішок, спілкування з людьми, а також поширенням інформації та матеріалів у інтернеті.
З кінця вересня до кінця жовтня 2012 року активісти відвідували зустрічі з виборцями, концерти, організовані кандидатами у депутати, з метою поширення там інформації про цих кандидатів та Партію регіонів.
З 3 до 26 жовтня 2012 року активісти започаткували вперше в історії України діяльність антиагітаційних наметів, з яких здійснювали поширення інформації.
Інформація, яку активісти доносили людям, стосувалася перш за все соціально-економічних «провалів», невиконаних передвиборчих обіцянок у діяльності як конкретних депутатів, кандидатів у депутати, так і Партії регіонів та інших партій загалом. Окрім того, на сході та півдні України активісти не згадували про мовні питання та поширювали інформацію зрозумілою людям мовою.
Під час проведення виборів та підрахунку голосів на виборах народних депутатів 2012 року активісти кампанії брали участь як спостерігачі та журналісти. Після проведення голосування активісти слідкували за подіями на округах, де існувала висока ймовірність фальсифікацій та підтасування результатів волевиявлення громадян.

## Діяльність

### Зниження рейтингу народних депутатів по мажоритарних округах
Під час поширення інформації про депутатів, що належать до Партії регіонів, активісти також одночасно поширювали інформацію про діяльність їхньої партії.
У таблиці показані народні депутати України 6-го скликання, що планували балотуватися або балотувалися у зазначених виборчих округах на виборах до Верховної Ради України 2012 року, а також вказано населені пункти та місця, де активісти здійснили дії, спрямовані на пониження рейтингів.
| Подія, з/п | Дата                             | Ім'я депутата                    | Акція з/п | Політична приналежність                   | Номер округа | Населені пункти, місця | Інформація про партію                              | Ексцеси, міліц. / заг. | Примітки                                           | Підтвердження                                                        |
| ---------- | -------------------------------- | -------------------------------- | --------- | ----------------------------------------- | ------------ | --- | -------------------------------------------------- | ---------------------- | -------------------------------------------------- | -------------------------------------------------------------------- |
| 1          | 31 травня 2012 року              | Єфремов Олександр Сергійович     | перша     | Партія регіонів                           | 110          | Антрацит; Дебальцеве | ПР                                                 | 0 / 0                  | 1. Опис подій: 2. Чи є «тушкою»: ні                | [ 17 ] [ 18 ] [ 19 ]                                                 |
| 2.1        | 16 — 21 червня 2012 року         | Лисов Ігор Володимирович         | перша     | Партія регіонів                           | 211          | Київ: Голосіївський район | ПР                                                 | 0 / 0                  | 1. Опис подій: 2. Чи є «тушкою»: ні 3.:            | [ 22 ]                                                               |
| 2.2        | 16 — 21 червня 2012 року         | Супруненко Олександр Іванович    | перша     | безпартійний, позафракційний              | 212          | Київ: Дарницький район | ПР                                                 | 0 / 0                  | 1. Опис подій: див. 2.1↑ 2. Чи є «тушкою»:         | [ 22 ]                                                               |
| 2.3        | 16 — 21 червня 2012 року         | Борисов Валерій Дмитрович        | перша     | Партія регіонів (раніше — НУ)             | 213          | Київ: Деснянський район: Вигурівщина-Троєщина | ПР                                                 | 0 / 0                  | 1. Опис подій: див. 2.1↑ 2. Чи є «тушкою»: так 3.: | [ 22 ]                                                               |
| 2.4        | 16 — 21 червня 2012 року         | Зубанов Володимир Олександрович  | перша     | Партія регіонів                           | 217          | Київ: Оболонський район | ПР                                                 | 0 / 0                  | 1. Опис подій: див. 2.1↑ 2. Чи є «тушкою»:         | [ 22 ]                                                               |
| 2.5        | 16 — 21 червня 2012 року         | Луцький Максим Георгійович       | перша     | Партія регіонів                           | 222          | Київ: Солом'янський район | ПР                                                 | 0 / 0                  | 1. Опис подій: див. 2.1↑ 2. Чи є «тушкою»: так 3.: | [ 22 ]                                                               |
| 3          | 18 червня 2012 року              | Литвин Володимир Михайлович      | перша     | Народна партія                            | 65           | Новоград-Волинський, Слобода Романівська | НПУ                                                | 1 / 1                  | 1. Опис подій: 2. Чи є «тушкою»: ні                | [ 26 ] [ 27 ] [ 28 ]                                                 |
| 4.1        | 18 червня 2012 року              | Бахтеєва Тетяна Дмитрівна        | перша     | Партія регіонів                           | 42           | Донецьк: Калінінський, Ворошиловський і Куйбишевський райони | ПР                                                 | 0 / 0                  | 1. Опис подій: 2. Чи є «тушкою»:                   | [ 22 ]                                                               |
| 4.2        | 18 червня 2012 року              | Ландик Валентин Іванович         | перша     | Партія регіонів                           | 43           | Донецьк: Ленінський район | ПР                                                 | 0 / 0                  | 1. Опис подій: див. 4.1↑ 2. Чи є «тушкою»:         | [ 22 ]                                                               |
| 4.3        | 18 червня 2012 року              | Звягільський Юхим Леонідович     | перша     | Партія регіонів                           | 45           | Донецьк: Київський район | ПР                                                 | 0 / 0                  | 1. Опис подій: див. 4.1↑ 2. Чи є «тушкою»:         | [ 22 ]                                                               |
| 5          | 21 червня 2012 року              | Мартинюк Адам Іванович           | перша     | КПУ                                       | 23           | Маневичі, Ветли, Любешів |                                                    | 2 / 2                  | 1. Опис подій: 2. Чи є «тушкою»: ні                | [ 31 ] [ 32 ] [ 33 ] [ 34 ]                                          |
| 6          | 27 червня 2012 року              | Черпіцький Олег Зенович          | перша     | безпартійний, позафракційний              | 67           | Чуднів, Вільшанка |                                                    | 1 / 1                  | 1. Опис подій: 2. Чи є «тушкою»: так               | [ 36 ] [ 37 ] [ 38 ]                                                 |
| 8.1        | 28 — 29 червня 2012 року         | Ківалов Сергій Васильович        | перша     | Партія регіонів                           | 135          | Одеса: Приморський район | ПР                                                 | 0 / 0                  | 1. Опис подій: 2. Чи є «тушкою»: ні                | [ 40 ]                                                               |
| 8.2        | 28 — 29 червня 2012 року         | Гриневецький Сергій Рафаїлович   | перша     | Народна партія                            | 134          | Одеса: Малиновський район та суміжний Київський район. |                                                    | 0 / 0                  | 1. Опис подій: див. 8.1↑ 2. Чи є «тушкою»:         | [ 40 ]                                                               |
| 9.1        | 29 червня 2012 року              | Зубанов Володимир Олександрович  | друга     | Партія регіонів                           | 217          | Київ: Оболонський район | ПР                                                 | 0 / 0                  | 1. Опис подій: 2. Чи є «тушкою»:                   | [ 41 ]                                                               |
| 9.2        | 29 червня 2012 року              | Лисов Ігор Володимирович         | друга     | Партія регіонів                           | 211          | Київ: Голосіївський район | ПР                                                 | 0 / 0                  | 1. Опис подій: 2. Чи є «тушкою»: ні                | [ 41 ]                                                               |
| 9.3        | 29 червня 2012 року              | Луцький Максим Георгійович       | друга     | Партія регіонів                           | 222          | Київ: Солом'янський район | ПР                                                 | 0 / 0                  | 1. Опис подій: 2. Чи є «тушкою»: так 3.:           | [ 41 ]                                                               |
| 12         | 1 липня 2012 року                | Клюєв Сергій Петрович            | перша     | Партія регіонів                           | 46           | Бахмут | ПР                                                 | 0 / 0                  | 1. Опис подій: 2. Чи є «тушкою»: 3.:               | [ 43 ] [ 44 ]                                                        |
| 14.1       | 13 липня 2012 року               | Борт Віталій Петрович            | перша     | Партія регіонів                           | 56           | Макіївка: Центрально-Міський, Червоногвардійський та Кіровський райони | ПР                                                 | 0 / 0                  | 1. Опис подій: 2. Чи є «тушкою»:                   | [ 45 ] [ 46 ]                                                        |
| 15         | 14 липня 2012 року               | Мартинюк Адам Іванович           | друга     | КПУ                                       | 23           | Маневичі, Прилісне, Карасин, Любешів, Ветли |                                                    | 1—2 / 2—3              | 1. Опис подій: 2. Чи є «тушкою»: ні                | [ 48 ] [ 49 ] [ 50 ] [ 51 ] [ 52 ] [ 53 ] [ 54 ] [ 55 ] [ 56 ]       |
| 16         | 14 липня 2012 року               | Черпіцький Олег Зенович          | друга     | безпартійний, позафракційний              | 67           | Житомир: Богунський район, центр міста | ПР                                                 | 0 / 0                  | 1. Опис подій: 2. Чи є «тушкою»: так               | [ 48 ] [ 58 ]                                                        |
| 17.1       | 14 — 15 липня 2012 року          | Лисов Ігор Володимирович         | третя     | Партія регіонів                           | 211          | Київ: Голосіївський район | ПР                                                 | 0 / 0                  | 1. Опис подій: 2. Чи є «тушкою»: ні 3.:            | [ 59 ]                                                               |
| 17.2       | 14 — 15 липня 2012 року          | Зубанов Володимир Олександрович  | третя     | Партія регіонів                           | 217          | Київ: Оболонський район | ПР                                                 | 0 / 0                  | 1. Опис подій: 2. Чи є «тушкою»: 3.:               | [ 59 ]                                                               |
| 17.3       | 14 — 15 липня 2012 року          | Луцький Максим Георгійович       | третя     | Партія регіонів                           | 222          | Київ: Солом'янський район | ПР                                                 | 0 / 0                  | 1. Опис подій: 2. Чи є «тушкою»: так 3.:           | [ 59 ]                                                               |
| 19         | 17 липня 2012 року               | Мартинюк Адам Іванович           | третя     | КПУ                                       | 23           | Київ: біля офісу КПУ на вул. Борисоглібській, 7 |                                                    | 0 / 0                  | 1. Опис подій: 2. Чи є «тушкою»: ні                | [ 61 ] [ 62 ] [ 63 ]                                                 |
| 20         | 17 — 18 липня 2012 року          | Омельянович Денис Сергійович     | перша     | Партія регіонів                           | 49           | Костянтинівка, Дружківка | ПР                                                 | 0 / 0                  | 1. Опис подій: 2. Чи є «тушкою»:                   | [ 65 ] [ 66 ]                                                        |
| 23         | 26 липня 2012 року               | Борисов Валерій Дмитрович        | друга     | Партія регіонів (раніше — НУ)             | 213          | Київ: Деснянський район: Вигурівщина-Троєщина | ПР                                                 | 0 / 0                  | 1. Опис подій: 2. Чи є «тушкою»: так 3.:           | [ 67 ]                                                               |
| 24         | 26 липня 2012 року               | Ващук Катерина Тимофіївна        | перша     | Народна партія                            | 20           | Горохів, Берестечко, прилеглі села |                                                    | 0 / 0                  | 1. Опис подій: 2. Чи є «тушкою»:                   | [ 68 ]                                                               |
| 28         | 28 липня 2012 року               | Губський Богдан Володимирович    | перша     | безпартійний, позафракційний              | 197          | Золотоноша; Канів; Черкаси: Канівський, Золотоніський райони, частина Соснівського району                                                                                             | ПР                                                 | 1 / 1                  | 1. Опис подій: 2. Чи є «тушкою»: так               | [ 69 ] [ 70 ]                                                        |
| 29         | 28 липня 2012 року               | Мартинюк Адам Іванович           | четверта  | КПУ                                       | 23           | Камінь-Каширський, Ківерці, Маневичі, Любешів, Ветли | КПУ, ПР                                            | 2—3 / 4—5              | 1. Опис подій: 2. Чи є «тушкою»: ні                | [ 74 ] [ 75 ] [ 76 ] [ 77 ]                                          |
| 30.1       | 28 — 29 липня 2012 року          | Бахтеєва Тетяна Дмитрівна        | друга     | Партія регіонів                           | 42           | Донецьк: Калінінський, Ворошиловський і Куйбишевський райони | ПР                                                 | 0 / 0                  | 1. Опис подій: 2. Чи є «тушкою»:                   | [ 78 ] [ 79 ]                                                        |
| 30.2       | 28 — 29 липня 2012 року          | Ландик Валентин Іванович         | друга     | Партія регіонів                           | 43           | Донецьк: Ленінський район | ПР                                                 | 0 / 0                  | 1. Опис подій: 2. Чи є «тушкою»:                   | [ 78 ] [ 79 ]                                                        |
| 31         | 2 серпня 2012 року               | Наконечний Володимир Леонтійович | перша     | Партія регіонів                           | 127          | Миколаїв: Заводський район; Очаків | ПР                                                 | 3 / 3                  | 1. Опис подій: 2. Чи є «тушкою»:                   | [ 81 ] [ 82 ] [ 83 ] [ 84 ] [ 85 ] [ 86 ]                            |
| 32         | 2 серпня 2012 року               | Писаренко Валерій Володимирович  | перша     | позафракційний                            | 168          | Харків: Шевченківський район | ПР                                                 | 0 / 0                  | 1. Опис подій: 2. Чи є «тушкою»: так               | [ 87 ] [ 88 ]                                                        |
| 33         | 3 — 4 серпня 2012 року           | Колесніченко Вадим Васильович    | перша     | Партія регіонів                           | 225          | Севастополь: Ленінський район, Любимівка, Орлівка, Андріївка, Кача тощо | ПР                                                 | 1 / 1                  | 1. Опис подій: 2. Чи є «тушкою»:                   | 3.08: 4.08: 9.08: 5.12:                                              |
| 35         | ніч з 3 на 4 серпня 2012 року    | Наконечний Володимир Леонтійович | друга     | Партія регіонів                           | 127          | Миколаїв | ПР                                                 | 0 / 0                  | 1. Опис подій: 2. Чи є «тушкою»:                   | [ 100 ] [ 101 ]                                                      |
| 36         | 4 — 5 серпня 2012 року           | Губський Богдан Володимирович    | друга     | безпартійний, позафракційний              | 197          | Черкаси | ПР                                                 | 0 / 0                  | 1. Опис подій: 2. Чи є «тушкою»: так               | [ 7 ]                                                                |
| 39.1       | 5 — 7 серпня 2012 року           | Березкін Станіслав Семенович     | перша     | безпартійний                              | 100          | Кіровоград | ПР                                                 | 0 / 0                  | 1. Опис подій: 2. Чи є «тушкою»: так               | [ 104 ] [ 105 ] [ 106 ]                                              |
| 40.1       | 8 серпня 2012 року               | Звягільський Юхим Леонідович     | друга     | Партія регіонів                           | 45           | Донецьк: Київський район | ПР                                                 | 1 / 1                  | 1. Опис подій: 2. Чи є «тушкою»:                   | 18.12:                                                               |
| 40.2       | 8 серпня 2012 року               | Бахтеєва Тетяна Дмитрівна        | третя     | Партія регіонів                           | 42           | Донецьк | ПР                                                 | див. попер. (40.1) ↑   | 1. Опис подій: див. 40.1↑ 2. Чи є «тушкою»:        | див. попер. (40.1) ↑                                                 |
| 41         | 8 серпня 2012 року               | Луцький Максим Георгійович       | четверта  | Партія регіонів                           | 222          | Київ: Солом'янський район | ПР                                                 | 0 / 0                  | 1. Опис подій: 2. Чи є «тушкою»: так 3.:           | [ 115 ]                                                              |
| 43         | 14 серпня 2012 року              | Льовочкіна Юлія Володимирівна    | перша     | Партія регіонів                           | 6            | Феодосія | ПР                                                 | 0 / 0                  | 1. Опис подій: 2. Чи є «тушкою»:                   | [ 116 ]                                                              |
| 44         | 15 серпня 2012 року              | Колесніченко Вадим Васильович    | друга     | Партія регіонів                           | 225          | Севастополь | ПР                                                 | 0 / 0                  | 1. Опис подій: 2. Чи є «тушкою»:                   | [ 117 ]                                                              |
| 46.1       | 19 серпня 2012 року              | Шкіря Ігор Миколайович           | перша     | Партія регіонів                           | 52           | Горлівка: центр міста, Калінінський район | ПР                                                 | 0 / 0                  | 1. Опис подій: 2. Чи є «тушкою»:                   | [ 118 ] [ 119 ] [ 120 ]                                              |
| 48         | 19 серпня 2012 року              | Писаренко Валерій Володимирович  | друга     | позафракційний                            | 168          | Харків: Шевченківський район | ПР                                                 | 0 / 0                  | 1. Опис подій: 2. Чи є «тушкою»: так               | [ 121 ] [ 122 ]                                                      |
| 51         | 21 серпня 2012 року              | Савченко Ігор Васильович         | перша     | Партія регіонів                           | 198          | Сміла | ПР                                                 | 0 / 0                  | 1. Опис подій: 2. Чи є «тушкою»: так               | [ 123 ] [ 124 ]                                                      |
| 53         | 25 — 26 серпня 2012 року         | Литвин Володимир Михайлович      | друга     | Народна партія                            | 65           | Баранівка, Бараші, Довбиш, Дубрівка, Зелена Поляна, Йосипівка, Кам'яний Брід, Киянка, Курне, Новоград-Волинський, Рогачів, Сорочень, Червоноармійськ, Яблунець, Ягодинка, Ясна Поляна | —                                                  | 7 / 10—12              | 1. Опис подій: 2. Чи є «тушкою»: ні 3.:            | Про попереднє: 25.08: 26.08:                                         |
| 55         | 26 серпня 2012 року              | Бережна Ірина Григоріївна        | перша     | Партія регіонів                           | 169          | Харків | ПР                                                 | 0 / 0                  | 1. Опис подій: 2. Чи є «тушкою»:                   | [ 147 ] [ 148 ] [ 149 ] [ 150 ]                                      |
| 57.1       | 1 — 2 вересня 2012 року          | Корж Віктор Петрович             | перша     | Партія регіонів                           | 197          | Геронимівка, Руська Поляна | ПР                                                 | 0 / 1                  | 1. Опис подій: 2. Чи є «тушкою»:                   | [ 151 ]                                                              |
| 57.2       | 1 — 2 вересня 2012 року          | Губський Богдан Володимирович    | третя     | безпартійний, позафракційний              | 197          | Геронимівка, Руська Поляна | ПР                                                 | див. 57.1↑             | 1. Опис подій: 2. Чи є «тушкою»: так               | [ 151 ]                                                              |
| 58         | 2 вересня 2012 року              | Святаш Дмитро Володимирович      | перша     | Партія регіонів                           | 170          | Харків: частина Московського району | ПР                                                 | 0 / 0                  | 1. Опис подій: 2. Чи є «тушкою»:                   | [ 152 ]                                                              |
| 66.1       | 9 вересня 2012 року              | Борисов Валерій Дмитрович        | третя     | Партія регіонів (раніше — НУ)             | 213          | Київ: Деснянський район: Вигурівщина-Троєщина | ПР                                                 | 1 / 1                  | 1. Опис подій: 2. Чи є «тушкою»: так 3.:           | [ 154 ] [ 155 ] [ 156 ] [ 157 ] [ 158 ]                              |
| 67         | 9 вересня 2012 року              | Калетнік Григорій Миколайович    | перша     | Партія регіонів                           | 18           | Погребище, Іллінці | ПР                                                 | 1 / 1                  | 1. Опис подій: 2. Чи є «тушкою»:                   | [ 158 ] [ 161 ] [ 162 ]                                              |
| 74         | 13 вересня 2012 року             | Деркач Андрій Леонідович         | перша     | Партія регіонів                           | 159          | Глухів, Ямпіль | ПР                                                 | 0 / 0                  | 1. Опис подій: 2. Чи є «тушкою»: 3.:               | [ 164 ]                                                              |
| 75         | 15 вересня 2012 року             | Луцький Максим Георгійович       | п'ята     | Партія регіонів                           | 222          | Київ: Солом'янський район: ст. м. Політехнічний інститут, студмістечко КПІ та поблизу нього                                                                                           | ПР                                                 | 5—8 / 5—8              | 1. Опис подій: 2. Чи є «тушкою»: так 3.:           | 19.09: 24.09: 9.10: 10.10: 14.11:                                    |
| 76         | 15 вересня 2012 року             | Ківалов Сергій Васильович        | друга     | Партія регіонів                           | 135          | Одеса | ПР                                                 | 1—2 / 1—2              | 1. Опис подій: 2. Чи є «тушкою»: ні                | [ 195 ] [ 196 ] [ 197 ]                                              |
| 79         | 16 вересня 2012 року             | Калетнік Григорій Миколайович    | друга     | Партія регіонів                           | 18           | Липовець | ПР                                                 | 0 / 1                  | 1. Опис подій: 2. Чи є «тушкою»:                   | [ 199 ]                                                              |
| 88.1       | 22 — 23 вересня 2012 року        | Губський Богдан Володимирович    | четверта  | безпартійний, позафракційний              | 197          | Черкаси | ПР                                                 | 0 / 0                  | 1. Опис подій: 2. Чи є «тушкою»: так 3:            | [ 201 ]                                                              |
| 88.2       | 22 — 23 вересня 2012 року        | Корж Віктор Петрович             | друга     | Партія регіонів                           | 197          | Черкаси | ПР                                                 | 0 / 0                  | 1. Опис подій: 2. Чи є «тушкою»: 3:                | [ 201 ]                                                              |
| 90         | 23 вересня 2012 року             | Луцький Максим Георгійович       | шоста     | Партія регіонів                           | 222          | Київ: Солом'янський район | ПР                                                 | 0 / 0                  | 1. Опис подій: 2. Чи є «тушкою»: так 3.:           | [ 202 ]                                                              |
| 91         | 23 вересня 2012 року             | Святаш Дмитро Володимирович      | друга     | Партія регіонів                           | 170          | Харків | ПР                                                 | 0 / 1                  | 1. Опис подій: 2. Чи є «тушкою»:                   | [ 204 ]                                                              |
| 95         | До 25 вересня 2012 року          | Литвин Володимир Михайлович      | третя     | Народна партія                            | 65           | Новоград-Волинський |                                                    | невідомо               | 1. Опис подій: 2. Чи є «тушкою»: ні                | [ 206 ] [ 207 ]                                                      |
| 100        | 29 вересня 2012 року             | Журавський Віталій Станіславович | перша     | Партія регіонів                           | 66           | Черняхів, Малин | ПР                                                 | 1 / 3                  | 1. Опис подій: 2. Чи є «тушкою»:                   | 16.11: 05.12: 14.12: 18.12:                                          |
| 101        | 29 вересня 2012 року             | Лисов Ігор Володимирович         | четверта  | Партія регіонів                           | 211          | Київ: Голосіївський район: вулиця Конєва | ПР                                                 | 1 / >11                | 1. Опис подій: 2. Чи є «тушкою»: ні 3.:            | [ 218 ] [ 219 ] [ 220 ]                                              |
| 102.1      | 29 вересня 2012 року             | Корж Віктор Петрович             | третя     | Партія регіонів                           | 197          | Канів | ПР                                                 | 0 / 0                  | 1. Опис подій: 2. Чи є «тушкою»:                   | [ 221 ]                                                              |
| 102.2      | 29 вересня 2012 року             | Губський Богдан Володимирович    | п'ята     | безпартійний, позафракційний              | 197          | Канів | ПР                                                 | 0 / 0                  | 1. Опис подій: 2. Чи є «тушкою»: так               | [ 221 ]                                                              |
| 103.1      | 29 вересня 2012 року             | Горіна Ірина Анатоліївна         | перша     | Партія регіонів                           | 171          | Харків: Фрунзенський район, частина Комінтернівського району | ПР                                                 | 0 / 0                  | 1. Опис подій: 2. Чи є «тушкою»:                   | [ 222 ]                                                              |
| 106        | 30 вересня 2012 року             | Калетнік Григорій Миколайович    | третя     | Партія регіонів                           | 18           | Липовець, Погребище, Оратів | ПР                                                 | 1 / 4                  | 1. Опис подій: 2. Чи є «тушкою»:                   | [ 224 ] [ 225 ] [ 226 ] [ 227 ]                                      |
| 107        | 30 вересня — 26 жовтня 2012 року | Палиця Ігор Петрович             | перша     | позапартійний (раніше — НУ); фракція НУНС | 22           | Луцьк | ПР, партії, причетні до прийняття Закону № 5029-VI | 0 / 0                  | 1. Опис подій: 2. Чи є «тушкою»:                   | 30.09: 1.10 — 7.10:                                                  |
| 120        | 2 жовтня 2012 року               | Журавський Віталій Станіславович | друга     | Партія регіонів                           | 66           | Коростишів | ПР                                                 | 0 / 1                  | 1. Опис подій: 2. Чи є «тушкою»:                   | [ 233 ] [ 234 ] [ 235 ]                                              |
| 121        | 3 — 7, 9 — 26 жовтня 2012 року   | Луцький Максим Георгійович       | сьома     | Партія регіонів                           | 222          | Київ: Солом'янський район | ПР                                                 | 1 / 6                  | 1. Опис подій: 2. Чи є «тушкою»: так 3.:           | 3.10: 4.10: 5.10: 6.10: 10.10: 14.10: 18.10: 21.10: 20—21.10: 24.10: |
| 123        | 4 — 7, 9 — 26 жовтня 2012 року   | Борисов Валерій Дмитрович        | четверта  | Партія регіонів (раніше — НУ)             | 213          | Київ: Деснянський район: Вигурівщина-Троєщина | ПР                                                 | 0 / 4                  | 1. Опис подій: 2. Чи є «тушкою»: так 3.:           | 4.10: 5.10: 6.10: 10.10: 13—14.10: 16.10: 20—21.10: 23.10:           |
| 124        | 4 жовтня 2012 року               | Журавський Віталій Станіславович | третя     | Партія регіонів                           | 66           | Коростишів | ПР                                                 | 0 / 0                  | 1. Опис подій: 2. Чи є «тушкою»:                   | [ 269 ]                                                              |
| 127        | 6 — 7 жовтня 2012 року           | Горіна Ірина Анатоліївна         | друга     | Партія регіонів                           | 171          | Харків: Фрунзенський район, частина Комінтернівського району | ПР                                                 | 0 / 0                  | 1. Опис подій: 2. Чи є «тушкою»:                   | [ 270 ]                                                              |
| 131        | 10 жовтня 2012 року              | Журавський Віталій Станіславович | четверта  | Партія регіонів                           | 66           | Коростишів: траса Київ — Житомир | ПР                                                 | 0 / 2                  | 1. Опис подій: 2. Чи є «тушкою»:                   | [ 271 ] [ 272 ] [ 273 ]                                              |
| 132        | 13 — 26 жовтня 2012 року         | Бахтеєва Тетяна Дмитрівна        | четверта  | Партія регіонів                           | 42           | Донецьк: Ворошиловський район | ПР                                                 | 1 / 2                  | 1. Опис подій: 2. Чи є «тушкою»:                   | 13—14.10:                                                            |
| 133        | 13 — 14 жовтня 2012 року         | Фельдман Олександр Борисович     | перша     | Партія регіонів                           | 174          | Харків: Жовтневий, Холодногірський райони | ПР                                                 | 0 / 1                  | 1. Опис подій: 2. Чи є «тушкою»: так               | [ 279 ]                                                              |
| 134        | 13 — 14 жовтня 2012 року         | Мельник Петро Володимирович      | перша     | Партія регіонів                           | 95           | Ірпінь, Гостомель, Коцюбинське | ПР                                                 | 0 / 0—2                | 1. Опис подій: 2. Чи є «тушкою»:                   | [ 280 ] [ 281 ]                                                      |
| 140        | 17 жовтня 2012 року              | Журавський Віталій Станіславович | п'ята     | Партія регіонів                           | 66           | Коростишів | ПР                                                 | 0 / 2—4                | 1. Опис подій: 2. Чи є «тушкою»:                   | 06.12: 14.12: 18.12:                                                 |
| 143        | 19 жовтня 2012 року              | Лисов Ігор Володимирович         | п'ята     | Партія регіонів                           | 211          | Київ: Голосіївський район: НУХТ | ПР                                                 | 0 / ~10                | 1. Опис подій: 2. Чи є «тушкою»: ні 3.:            | [ 287 ] [ 288 ] [ 289 ]                                              |
| 144        | 20 — 26 жовтня 2012 року         | Колесніченко Вадим Васильович    | третя     | Партія регіонів                           | 225          | Севастополь | ПР                                                 | 0 / 0                  | 1. Опис подій: 2. Чи є «тушкою»:                   | 20.10: 22.10: 24.10:                                                 |
| 145        | 20 жовтня 2012 року              | Мельник Петро Володимирович      | третя     | Партія регіонів                           | 95           | Вишневе | ПР                                                 | 0—2 / 1—2              | 1. Опис подій: 2. Чи є «тушкою»:                   | [ 293 ]                                                              |
| 149        | 21 жовтня 2012 року              | Мельник Петро Володимирович      | четверта  | Партія регіонів                           | 95           | Боярка | ПР                                                 | 1—2 / 1—2              | 1. Опис подій: 2. Чи є «тушкою»:                   | [ 294 ] [ 295 ]                                                      |
| 150        | 21 — 26 жовтня 2012 року         | Лисов Ігор Володимирович         | шоста     | Партія регіонів                           | 211          | Київ: Голосіївський район | ПР                                                 | 2—3 / 5                | 1. Опис подій: 2. Чи є «тушкою»: ні 3.:            | 21.10: 23.10: 25.10:                                                 |
| 151        | 21 жовтня 2012 року              | Журавський Віталій Станіславович | шоста     | Партія регіонів                           | 66           | Хорошів | ПР                                                 | 1 / 1                  | 1. Опис подій: 2. Чи є «тушкою»:                   | [ 313 ]                                                              |
| 152        | 21 жовтня 2012 року              | Писаренко Валерій Володимирович  | третя     | позафракційний                            | 168          | Харків | ПР                                                 | 0 / 0                  | 1. Опис подій: 2. Чи є «тушкою»: так               | [ 314 ]                                                              |
| 153        | 21 жовтня 2012 року              | Губський Богдан Володимирович    | шоста     | безпартійний, позафракційний              | 197          | Черкаси, Золотоноша | ПР                                                 | 0 / 0                  | 1. Опис подій: 2. Чи є «тушкою»: так               | [ 315 ]                                                              |
| 157        | 23 жовтня 2012 року              | Журавський Віталій Станіславович | сьома     | Партія регіонів                           | 66           | Іршанськ | ПР                                                 | 0 / 0                  | 1. Опис подій: 2. Чи є «тушкою»:                   | [ 316 ]                                                              |
| 158        | 23 жовтня 2012 року              | Журавський Віталій Станіславович | восьма    | Партія регіонів                           | 66           | Городок | ПР                                                 | 0 / 0                  | 1. Опис подій: 2. Чи є «тушкою»:                   | [ 317 ]                                                              |
| 162        | 25 — 26 жовтня 2012 року         | Мельник Петро Володимирович      | п'ята     | Партія регіонів                           | 95           | Ірпінь, Гореничі | ПР                                                 | 0—2 / 2—5              | 1. Опис подій: 2. Чи є «тушкою»:                   | [ 320 ] [ 321 ]                                                      |

### Зниження рейтингу чи погіршення іміджу інших осіб
Під час поширення інформації про осіб, що належать до Партії регіонів, активісти також одночасно поширювали інформацію про діяльність їхньої партії.
У таблиці показані особи, що не є народними депутатами України 6-го скликання. Округ вказується у тому разі, якщо особа балотувалася у зазначених виборчих округах на виборах до Верховної Ради України 2012 року. Також вказано населені пункти та місця, де активісти здійснили дії, спрямовані на пониження рейтингів.
| Подія, з/п | Дата                      | Ім'я особи                       | Акція з/п | Політична приналежність                             | Посада                                                                                  | Номери округів | Місце                                                                         | Інформація про партію      | Ексцеси, міліц. / заг. | Примітки та роз'яснення | Підтвердження                                           |
| ---------- | ------------------------- | -------------------------------- | --------- | --------------------------------------------------- | --------------------------------------------------------------------------------------- | -------------- | ----------------------------------------------------------------------------- | -------------------------- | ---------------------- | ----------------------- | ------------------------------------------------------- |
| 4.4        | 18 червня 2012 року       | Бобков Олександр Михайлович      | перша     | Партія регіонів                                     |                                                                                         | 41             | Донецьк: Будьоновський і Пролетарський райони                                 | ПР                         | 0 / 0                  | Опис подій: див. 4.1↑   | [ 22 ]                                                  |
| 4.5        | 18 червня 2012 року       | Левченко Микола Олександрович    | перша     | Партія регіонів                                     | секретар Донецької міської ради                                                         | 44             | Донецьк: Петровський і Кіровський райони                                      | ПР                         | 0 / 0                  | Опис подій: див. 4.1↑   | [ 22 ]                                                  |
| 7          | 27 червня 2012 року       | Смітюх Іван Євдокимович          | перша     | Партія регіонів                                     | голова Ковельської районної державної адміністрації                                     | 21             | Ковель, Шацьк, Ратне                                                          | ПР                         | 1 / 2                  | 1. Опис подій: 2.:      | [ 327 ] [ 328 ] [ 329 ]                                 |
| 13         | 4 липня 2012 року         | Андрущенко Віктор Петрович       | перша     | —                                                   | ректор НПУ ім. Драгоманова                                                              | —              | Київ: НПУ ім. Драгоманова                                                     | —                          | 0 / 0                  | Опис подій:             | [ 331 ] [ 332 ]                                         |
| 14.2       | 13 липня 2012 року        | Омельченко Валерій Павлович      | перша     | Партія регіонів                                     |                                                                                         | 55             | Макіївка: Гірницький та Совєтський райони                                     | ПР                         | 0 / 0                  | 1.: 2.:                 | [ 45 ] [ 46 ]                                           |
| 22.1       | 22 липня 2012 року        | Гончаров Володимир Олександрович | перша     | Партія регіонів                                     |                                                                                         | 104            | Луганськ                                                                      | ПР                         | 0 / 0                  |                         | [ 335 ]                                                 |
| 22.2       | 22 липня 2012 року        | Горохов Сергій Олександрович     | перша     | Партія регіонів                                     |                                                                                         | 105            | Луганськ                                                                      | ПР                         | 0 / 0                  |                         | [ 335 ]                                                 |
| 25         | 26 липня 2012 року        | Сальдо Володимир Васильович      | перша     | Партія регіонів                                     | міський голова Херсона                                                                  | 182            | Херсон: частини Суворовського та Дніпровського районів                        | ПР                         | 0 / 0                  |                         | [ 336 ]                                                 |
| 26         | 26 липня 2012 року        | Травянко Віталій Іванович        | перша     | Партія регіонів                                     | заступник голови Миколаївської обласної державної адміністрації                         | 131            | Первомайський, Арбузинський, Братський, Врадіївський та Кривоозерський райони | ПР                         | 0 / 0                  |                         | [ 337 ]                                                 |
| 34         | 3 серпня 2012 року        | Сальдо Володимир Васильович      | друга     | Партія регіонів                                     | міський голова Херсона                                                                  | 182            | Херсон                                                                        | ПР                         | 0 / 0                  |                         | [ 338 ]                                                 |
| 38         | 5 — 8 серпня 2012 року    | Дзоз Віталіна Олексіївна         | перша     | Партія регіонів                                     |                                                                                         | 1              | Сімферополь                                                                   | ПР                         | 1—3 / 3                | Опис подій:             | 5.08: 6—8.08:                                           |
| 39.2       | 5 — 7 серпня 2012 року    | Шаталов Олександр Сергійович     | перша     | Партія регіонів                                     | 1-й заст. голови Кіровогр. обл. ради; заст. голови Кіровогр. обл. орг. Партії регіонів. | 99             | Кіровоград                                                                    | ПР                         | 0 / 0                  | Опис подій: див. 39.1↑  | [ 104 ] [ 105 ] [ 106 ]                                 |
| 42.1       | 11 серпня 2012 року       | Момот Олександр Іванович         | перша     | Партія регіонів                                     | депутат Дніпропетровської обласної ради                                                 | 27             | Дніпропетровськ                                                               | ПР                         | 0 / 0                  |                         | [ 352 ]                                                 |
| 42.2       | 11 серпня 2012 року       | Ступак Іван Іванович             | перша     | Партія регіонів                                     | заступник губернатора Дніпропетровської області                                         | 26             | Дніпропетровськ                                                               | ПР                         | 0 / 0                  |                         | [ 352 ]                                                 |
| 45         | 18 серпня 2012 року       | Байсаров Леонід Володимирович    | перша     | Партія регіонів                                     |                                                                                         | 50             | Красноармійськ                                                                | ПР                         | 0 / 0                  |                         | [ 120 ] [ 353 ]                                         |
| 47.2       | 19 серпня 2012 року       | Гончаров Анатолій Дмитрович      | перша     | Партія регіонів                                     | депутат Донецької обласної ради, генеральний директор ВО «Артемвугілля»                 | 51             | Горлівка: Центрально-Міський та Микитівський райони                           | ПР                         | 0 / 0                  |                         | [ 118 ] [ 119 ] [ 120 ]                                 |
| 52         | 22 серпня 2012 року       | Федоренко Сергій Миколайович     | перша     | Партія регіонів                                     | депутат Броварської міської ради, голова земельної комісії                              | 97             | Бровари                                                                       | ПР                         | 0 / 0                  |                         | [ 354 ] [ 355 ]                                         |
| 54         | 25 серпня 2012 року       | Циркін Ігор Маркович             | перша     | Партія регіонів                                     | перший заступник Дніпропетровського міського голови                                     | 25             | Дніпропетровськ                                                               | ПР                         | 0 / 1                  | Опис подій:             | [ 358 ] [ 359 ] [ 360 ] [ 361 ]                         |
| 56         | 26 серпня 2012 року       | Рижук Сергій Миколайович         | перша     | Партія регіонів                                     | голова Житомирської обласної державної адміністрації                                    | 62             | Житомир                                                                       | ПР                         | 0 / 0                  | 1. Опис подій: 2.:      | [ 363 ] [ 364 ] [ 365 ] [ 366 ] [ 367 ] [ 368 ] [ 369 ] |
| 60         | 4 вересня 2012 року       | Смітюх Іван Євдокимович          | друга     | Партія регіонів                                     | голова Ковельської районної державної адміністрації                                     | 21             | Ковель                                                                        | ПР                         | 1 / 2                  | 1. Опис подій: 2.:      | [ 371 ] [ 372 ] [ 373 ]                                 |
| 68.1       | 9 вересня 2012 року       | Ступак Іван Іванович             | друга     | Партія регіонів                                     | заступник губернатора Дніпропетровської області                                         | 26             | Дніпропетровськ: Шевченківський, Центральний та Чечелівський райони           | ПР                         | 0 / 0                  |                         | [ 158 ] [ 374 ] [ 375 ]                                 |
| 84.1       | З 17 вересня 2012 року    | Морозенко Євген Вадимович        | перша     | Партія регіонів                                     | депутат Дніпропетровської міської ради                                                  | 28             | Дніпропетровськ                                                               | ПР, КПУ, Україна — Вперед! | 0 / 0                  | [ 378 ]                 | [ 379 ] [ 380 ]                                         |
| 84.2       | З 17 вересня 2012 року    | Крупський Анатолій Федорович     | перша     | Партія регіонів                                     |                                                                                         | 24             | Дніпропетровськ                                                               | ПР, КПУ, Україна — Вперед! | 0 / 0                  | [ 378 ]                 | [ 379 ] [ 380 ]                                         |
| 97.1       | 26 — 27 вересня 2012 року | Арканова-Чорна Ольга Юріївна     | перша     | Партія регіонів                                     |                                                                                         | 220            | Київ: Подільський район                                                       | ПР                         | 0 / 0                  |                         | [ 381 ]                                                 |
| 97.2       | 26 — 27 вересня 2012 року | Кущ Олексій Іванович             | перша     | Партія регіонів                                     |                                                                                         | 221            | Київ: Печерський район                                                        | ПР                         | 0 / 0                  |                         | [ 381 ]                                                 |
| 97.3       | 26 — 27 вересня 2012 року | Куташев Ігор Вікторович          | перша     | Партія регіонів                                     |                                                                                         | 223            | Київ: Шевченківський район                                                    | ПР                         | 0 / 0                  |                         | [ 381 ]                                                 |
| 97.4       | 26 — 27 вересня 2012 року | Хмель Анатолій Олексійович       | перша     | Партія регіонів                                     |                                                                                         | 214            | Київ: Дніпровський район                                                      | ПР                         | 0 / 0                  |                         | [ 381 ]                                                 |
| 97.5       | 26 — 27 вересня 2012 року | Свищук Данило Олександрович      | перша     | Партія регіонів                                     |                                                                                         | 216            | Київ: частини Дарницького та Дніпровського районів                            | ПР                         | 0 / 0                  |                         | [ 381 ]                                                 |
| 99         | 28 вересня 2012 року      | Калашніков Олег Іванович         | перша     | Партія регіонів                                     |                                                                                         | 218            | Київ: частини Святошинського та Оболонського районів                          | ПР                         | 0 / 0                  |                         | [ 382 ]                                                 |
| 129        | 7 жовтня 2012 року        | Рижук Сергій Миколайович         | друга     | Партія регіонів                                     | голова Житомирської обласної державної адміністрації                                    | 62             | Житомир                                                                       | ПР                         | 0 / 1                  | 1. Опис подій: 2.:      | [ 383 ]                                                 |
| 130        | 8 — 14 жовтня 2012 року   | Травянко Віталій Іванович        | друга     | Партія регіонів                                     | заступник голови Миколаївської обласної державної адміністрації                         | 131            | Первомайськ, Врадіївський район                                               | ПР                         | 0 / 0                  |                         | [ 384 ]                                                 |
| 138.1      | 16 — 26 жовтня 2012 року  | Федоренко Сергій Миколайович     | друга     | Партія регіонів                                     | депутат Броварської міської ради, голова земельної комісії                              | 97             | Бровари; Київ: ст. м. «Лісова»                                                | ПР                         | >5 / >21               | Опис подій:             | 20.10: 21.10: 24.10: 16.11: 13.12:                      |
| 138.2      | 16 — 26 жовтня 2012 року  | Ратніков Дмитро Геннадійович     | перша     | Європейська партія України                          | депутат Київської обласної ради                                                         | 97             | Бровари; Київ: ст. м. «Лісова»                                                | ПР                         | див. попер. (138.1) ↑  | Опис подій: див. 138.1↑ | див. попер. (138.1) ↑                                   |
| 146        | 20 — 26 жовтня 2012 року  | Гдичинський Богдан Петрович      | перша     | позапартійний (раніше — ПР, ВО «Батьківщина», КПРС) |                                                                                         | 88             | Коломийський район: Коломия, Воскресинці                                      | ПР                         | 2 / 2                  |                         | 20.10: 21.10:                                           |
| 154        | 20 — 21 жовтня 2012 року  | Рижук Сергій Миколайович         | третя     | Партія регіонів                                     | голова Житомирської обласної державної адміністрації                                    | 62             | Житомир                                                                       | ПР                         | 1 / 2                  | 1. Опис подій: 2.:      | 20.11: 21.11: 22.11:                                    |
| 159        | 23 жовтня 2012 року       | Смітюх Іван Євдокимович          | третя     | Партія регіонів                                     | голова Ковельської районної державної адміністрації                                     | 21             | Ковель                                                                        | ПР                         | 1 / 1                  | 1. Опис подій: 2.:      | [ 419 ]                                                 |
| 161        | 24 жовтня 2012 року       | Герега Галина Федорівна          | перша     | позапартійна                                        | в. о. Київського міського голови                                                        | 215            | Київ: Деснянський, Дніпровський райони                                        | ПР                         | 0 / 0                  |                         | [ 420 ]                                                 |

### Зниження рейтингу політичних партій
До голосування законопроєкту у другому читанні 3 липня 2012 року учасники кампанії цілеспрямовано працювали на пониження рейтингу лише Партії регіонів.
У таблиці наведено лише ті акції, які не відбувались паралельно з акціями проти прогнозованих та дійсних висуванців народних депутатів по мажоритарних округах.
| Подія, з/п | Дата                      | Політична сила                                                    | Місце                                                    | Ексцеси, міліц. / заг. | Примітки та роз'яснення | Підтвердження                                                                                   |
| ---------- | ------------------------- | ----------------------------------------------------------------- | -------------------------------------------------------- | ---------------------- | --- | ----------------------------------------------------------------------------------------------- |
| 10         | 30 червня 2012 року       | Партія регіонів                                                   | Попасна                                                  | 0 / 0                  | | [ 43 ] [ 421 ]                                                                                  |
| 11         | 30 червня 2012 року       | Партія регіонів                                                   | Макіївка                                                 | 0 / 0                  | Розклейку організували виключно місцеві активісти. | [ 421 ]                                                                                         |
| 18         | 14 — 15 липня 2012 року   | Партія регіонів                                                   | Миколаїв                                                 | 0 / 0                  | | [ 422 ] [ 423 ]                                                                                 |
| 21.1       | 20 липня 2012 року        | Партія регіонів, КПУ                                              | Умань: центр міста                                       | 0 / 0                  | Активісти РД «Простір свободи» провели масові розклеювання та роздавання листівок. Учасники наголосили на тому, що Умань — рідне місто одного з авторів законопроєкту № 9073, Вадима Колесніченка. | [ 424 ]                                                                                         |
| 21.2       | 21 липня 2012 року        | Партія регіонів, КПУ                                              | Новоархангельськ                                         | 0 / 0                  | Активісти РД «Простір свободи» провели розклеювання та роздавання листівок. | [ 425 ]                                                                                         |
| 21.3       | 22 липня 2012 року        | Партія регіонів, КПУ                                              | Первомайськ (Миколаївська область)                       | 0 / 0                  | Активісти РД «Простір свободи» провели масові розклеювання та роздавання листівок. | [ 425 ]                                                                                         |
| 27         | 26 липня 2012 року        | Партія регіонів                                                   | Вінниця                                                  | 0 / 0                  | | [ 426 ]                                                                                         |
| 37         | 4 серпня 2012 року        | Партія регіонів                                                   | Вінниця                                                  | 0 / 0                  | | [ 427 ]                                                                                         |
| 46         | 18 серпня 2012 року       | Партія регіонів                                                   | Сєвєродонецьк                                            | 0 / 0                  | | [ 428 ]                                                                                         |
| 49         | 19 серпня 2012 року       | Партія регіонів                                                   | Івано-Франківськ                                         | 0 / 0                  | | [ 429 ] [ 430 ]                                                                                 |
| 50         | 20 серпня 2012 року       | Партія регіонів                                                   | Донецьк                                                  | 0 / 0                  | | [ 431 ]                                                                                         |
| 59         | 2 вересня 2012 року       | Партія регіонів                                                   | Тернопіль                                                | 0 / 0                  | Також активісти поширили листівки із закликами приєднуватись до кампанії. | [ 432 ]                                                                                         |
| 61         | 8 вересня 2012 року       | Партія регіонів                                                   | Біла Церква                                              | 0 / 1                  | Опис подій: | [ 158 ] [ 434 ] [ 435 ]                                                                         |
| 62         | 8 вересня 2012 року       | Партія регіонів                                                   | Кіровоград                                               | 1 / 2                  | Опис подій: | [ 158 ] [ 437 ] [ 438 ] [ 439 ]                                                                 |
| 63         | 8 вересня 2012 року       | Партія регіонів                                                   | Рівне: Ювілейний, Північний райони; центр                | 0 / 0                  | | [ 158 ] [ 440 ] [ 441 ]                                                                         |
| 64         | 8 вересня 2012 року       | Партія регіонів                                                   | Вінниця                                                  | 0 / 0                  | | [ 158 ] [ 442 ] [ 443 ]                                                                         |
| 65         | 8 — 9 вересня 2012 року   | Партія регіонів                                                   | Черкаси                                                  | 0 / 0                  | | [ 158 ] [ 444 ] [ 445 ]                                                                         |
| 66.2       | 9 вересня 2012 року       | Партія регіонів                                                   | Київ (без врахування округу № 213 — див. 66.1)           | 1 / 3                  | Опис подій: | [ 157 ] [ 158 ] [ 447 ] [ 448 ] [ 449 ] [ 450 ] [ 451 ] [ 452 ] [ 453 ] [ 454 ] [ 455 ] [ 456 ] |
| 68.2       | 9 вересня 2012 року       | Партія регіонів                                                   | Дніпропетровськ (без врахування округу № 26 — див. 68.1) | 0 / 0                  | | [ 158 ] [ 374 ] [ 375 ] [ 457 ]                                                                 |
| 69         | 9 вересня 2012 року       | Партія регіонів                                                   | Харків                                                   | 0 / 0                  | | [ 158 ] [ 458 ]                                                                                 |
| 70         | 9 вересня 2012 року       | Партія регіонів                                                   | Суми                                                     | 0 / 0                  | | [ 158 ] [ 459 ]                                                                                 |
| 71         | 9 вересня 2012 року       | Партія регіонів                                                   | Донецьк                                                  | 0 / 0                  | | [ 158 ] [ 460 ]                                                                                 |
| 72         | 9 вересня 2012 року       | Партія регіонів                                                   | Українка                                                 | 0 / 0                  | | [ 158 ] [ 461 ] [ 462 ]                                                                         |
| 73         | 11 — 16 вересня 2012 року | Партія регіонів та партії, причетні до прийняття Закону № 5029-VI | Львів                                                    | 0 / 0                  | 1. Опис подій: 2.: | [ 465 ] [ 466 ]                                                                                 |
| 77         | 15 вересня 2012 року      | Партія регіонів                                                   | Ужгород                                                  | 0 / 0                  | | [ 467 ]                                                                                         |
| 78         | 15 вересня 2012 року      | Партія регіонів                                                   | Мукачеве                                                 | 0 / 0                  | Одночасно активісти провели акцію акцію «Чи вартуємо ми свободи слова?» | [ 468 ]                                                                                         |
| 80         | 16 вересня 2012 року      | Партія регіонів                                                   | Хмельницький                                             | 1 / 1                  | Опис подій: | [ 470 ] [ 471 ] [ 472 ]                                                                         |
| 81         | 16 вересня 2012 року      | Партія регіонів                                                   | Запоріжжя                                                | 0 / 0                  | Активісти також поширили популярні плакати «Переписала хату на кота». | [ 473 ]                                                                                         |
| 82         | 16 вересня 2012 року      | Партія регіонів                                                   | Луганськ                                                 | 0 / 0                  | | [ 474 ]                                                                                         |
| 83         | 16 вересня 2012 року      | Партія регіонів                                                   | Житомир                                                  | 0 / 0                  | Активісти також поширили популярні плакати «Переписала хату на кота». | [ 475 ] [ 476 ] [ 477 ]                                                                         |
| 85         | 17 — 19 вересня 2012 року | Партія регіонів                                                   | Херсон                                                   | 0 / 0                  | | [ 478 ]                                                                                         |
| 86         | 19 вересня 2012 року      | Партія регіонів                                                   | Надлиманське                                             | 0 / 0                  | | [ 479 ]                                                                                         |
| 87         | 20 вересня 2012 року      | Партія регіонів та партії, причетні до прийняття Закону № 5029-VI | Трускавець                                               | 0 / 0                  | Основна мета поширення — долучити людей до кампанії | [ 480 ] [ 481 ]                                                                                 |
| 89         | 22 вересня 2012 року      | Партія регіонів                                                   | Чернівці                                                 | 0 / 0                  | | [ 482 ]                                                                                         |
| 92         | 23 вересня 2012 року      | Партія регіонів                                                   | Виноградів                                               | 0 / 0                  | | [ 483 ]                                                                                         |
| 93         | 23 вересня 2012 року      | Партія регіонів                                                   | Берегове                                                 | 0 / 0                  | | [ 484 ]                                                                                         |
| 94         | 24 — 30 вересня 2012 року | Партія регіонів та партії, причетні до прийняття Закону № 5029-VI | Самбір                                                   | 0 / 0                  | Основна мета поширення — долучити людей до кампанії | [ 485 ]                                                                                         |
| 96         | 25 вересня 2012 року      | Партія регіонів                                                   | Жовті Води                                               | 0 / 0                  | | [ 486 ]                                                                                         |
| 98         | 26 вересня 2012 року      | Партія регіонів                                                   | Городок                                                  | 0 / 0                  | | [ 487 ]                                                                                         |
| 103.2      | 29 вересня 2012 року      | Партія регіонів                                                   | Харків (без врахування округу № 171 — див. 103.1)        | 0 / 0                  | | [ 222 ]                                                                                         |
| 104        | 29 — 30 вересня 2012 року | Партія регіонів                                                   | Донецьк                                                  | 2 / 2                  | | [ 488 ]                                                                                         |
| 105        | 29 — 30 вересня 2012 року | Партія регіонів                                                   | Богуслав                                                 | 0 / 0                  | | [ 489 ]                                                                                         |
| 108        | 30 вересня 2012 року      | Партія регіонів                                                   | Сімферополь                                              | 0 / 0                  | | [ 490 ] [ 491 ]                                                                                 |
| 109        | 30 вересня 2012 року      | Партія регіонів                                                   | Олександрія                                              | 0 / 0                  | | [ 492 ]                                                                                         |
| 110        | 30 вересня 2012 року      | Партія регіонів                                                   | Висока Піч, Нова Рудня                                   | 0 / 0                  | | [ 493 ]                                                                                         |
| 111        | 30 вересня 2012 року      | Партія регіонів                                                   | Ужгород                                                  | 0 / 0                  | | [ 494 ]                                                                                         |
| 112        | 30 вересня 2012 року      | Партія регіонів та партії, причетні до прийняття Закону № 5029-VI | Стрий                                                    | 0 / 0                  | Основна мета поширення — долучити людей до кампанії | [ 495 ]                                                                                         |
| 113        | 30 вересня 2012 року      | Партія регіонів та партії, причетні до прийняття Закону № 5029-VI | Винники                                                  | 0 / 0                  | Основна мета поширення — долучити людей до кампанії | [ 496 ]                                                                                         |
| 114        | 30 вересня 2012 року      | Партія регіонів та партії, причетні до прийняття Закону № 5029-VI | Дрогобич                                                 | 0 / 0                  | Основна мета поширення — долучити людей до кампанії | [ 497 ]                                                                                         |
| 115        | 30 вересня 2012 року      | Партія регіонів та партії, причетні до прийняття Закону № 5029-VI | Львів: Рясне-2                                           | 0 / 0                  | Основна мета поширення — долучити людей до кампанії | [ 498 ]                                                                                         |
| 116        | 30 вересня 2012 року      | Партія регіонів                                                   | Острог                                                   | 0 / 0                  | | [ 499 ]                                                                                         |
| 117        | 30 вересня 2012 року      | Партія регіонів та партії, причетні до прийняття Закону № 5029-VI | Броди                                                    | 0 / 0                  | Основна мета поширення — долучити людей до кампанії | [ 500 ]                                                                                         |
| 118        | 1 жовтня 2012 року        | Партія регіонів                                                   | Каланчак                                                 | 2 / 2                  | | [ 502 ] [ 503 ] [ 504 ] [ 505 ] [ 506 ]                                                         |
| 119        | 1 — 5 жовтня 2012 року    | Партія регіонів                                                   | Здолбунів                                                | 0 / 0                  | | [ 507 ]                                                                                         |
| 122        | 3 жовтня 2012 року        | Партія регіонів                                                   | Каховка                                                  | 0 / 0                  | | [ 508 ]                                                                                         |
| 125        | 4 жовтня 2012 року        | Партія регіонів                                                   | Миколаїв                                                 | 0 / 0                  | Розповсюдження листівок провели місцеві невідомі активісти | [ 509 ] [ 510 ]                                                                                 |
| 126        | 4 жовтня 2012 року        | Партія регіонів                                                   | Вороніж                                                  | 0 / 0                  | | [ 511 ]                                                                                         |
| 128        | 6 — 9 жовтня 2012 року    | Партія регіонів                                                   | Черкаси                                                  | 0 / 0                  | | [ 512 ]                                                                                         |
| 135        | 14 жовтня 2012 року       | Партія регіонів                                                   | Черкаси: Митниця                                         | 0 / 0                  | | [ 513 ]                                                                                         |
| 136        | 14 жовтня 2012 року       | Партія регіонів                                                   | Запоріжжя                                                | 0 / 0                  | | [ 514 ]                                                                                         |
| 137        | 15 жовтня 2012 року       | Партія регіонів                                                   | Алчевськ                                                 | 0 / 0                  | | [ 515 ]                                                                                         |
| 139        | 16 жовтня 2012 року       | Партія регіонів                                                   | Каховка                                                  | 0 / 0                  | | [ 516 ]                                                                                         |
| 141        | 17 жовтня 2012 року       | Партія регіонів                                                   | Чернівці                                                 | 0 / 0                  | | [ 517 ]                                                                                         |
| 142        | 18 жовтня 2012 року       | Партія регіонів та партії, причетні до прийняття Закону № 5029-VI | Борислав                                                 | 0 / 0                  | Основна мета поширення — долучити людей до кампанії | [ 518 ]                                                                                         |
| 147        | 20 жовтня 2012 року       | Партія регіонів                                                   | Дніпропетровськ                                          | 0 / 1                  | | [ 519 ]                                                                                         |
| 148        | 20 — 21 жовтня 2012 року  | Партія регіонів                                                   | Маріуполь                                                | 0 / 0                  | 1. Розповсюдження листівок. 2. Встановлення та діяльність четвертого антиагітаційного намету в Україні.                                                                                            | [ 520 ]                                                                                         |
| 155        | 21 жовтня 2012 року       | Партія регіонів та партії, причетні до прийняття Закону № 5029-VI | Борислав                                                 | 0 / 0                  | Основна мета поширення — долучити людей до кампанії | [ 518 ]                                                                                         |
| 156        | 22 — 26 жовтня 2012 року  | Партія регіонів                                                   | Житомир                                                  | 0 / 0                  | | [ 521 ]                                                                                         |
| 160        | 23 жовтня 2012 року       | Партія регіонів                                                   | Богуслав                                                 | 0 / 0                  | | [ 522 ]                                                                                         |
| 163        | 25 жовтня 2012 року       | Партія регіонів                                                   | Гребінка                                                 | 0 / 0                  | | [ 523 ]                                                                                         |
| 164        | 26 жовтня 2012 року       | Партія регіонів                                                   | Олександрія                                              | 0 / 0                  | | [ 524 ]                                                                                         |

### Кампанія «Все, що нас стосується, вирішується нами!»
27 вересня у Львові під Львівським національним університетом ім. Івана Франка активісти ГР «Відсіч» у рамках кампанії «Помста за розкол країни» акцією розпочали кампанію «Все, що нас стосується, вирішується нами!» яка полягала у тому, що від цього дня і впродовж двох тижнів «студентів різних вишів Львова закликатимуть вдаватись до активної і системної протидії сьогоднішній владі».
2-6 жовтня у Львові активісти «Відсічі» провели акції-опитування, які закликали студентів зайняти активнішу громадянську позицію та долучатись до кампанії «Помста за розкол країни».
11 жовтня у Львові біля пам'ятника Івану Франку активісти «Відсічі» провели акцію-підсумок кампанії «Все, що нас стосується, вирішується нами!» — «Нас дістали — ми повстали!».

### Інша діяльність, пов'язана з кампанією
17 липня 2012 року у Луцьку активісти, які брали участь у поїздці 14 липня на округ № 23 (подія № 19), під час якої побили активістів та журналістів, провели прес-конференцію, де заявили, що планують втретє відвідати округ, зокрема і Ветли.
25 липня 2012 року у Києві на Майдані Незалежності активісти провели прес-конференцію, на якій презентували кампанію. Учасники піддали критиці рішення Об'єднаної опозиції ігнорувати засідання Верховної Ради у разі проведення позачергової сесії та закликали їх навпаки прийти до зали парламенту у повному складі і зробити все, щоб недопустити прийняття законопроєкту № 9073. Також активісти висунули низку інших вимог до депутатів від влади, опозиції, Народної партії, фракції Реформи заради майбутнього та позафракційних та до Голови Верховної Ради Володимира Литвина.
Цього ж дня у Києві активісти кампанії «Займіться ділом, а не язиком!» на Всеукраїнському мозковому штурмі «Як я можу захистити Україну?» з-поміж іншого презентували кампанію «Помста за розкол країни» і закликали долучатися до неї.
14 серпня активісти кампанії на прес-конференції на Майдані Незалежності у Києві заявили, що у зв'язку з підписанням Президентом Закону «Про засади державної мовної політики» вони розгорнуть антиагітаційну роботу проти Віктора Януковича та будуть її провадити аж до наступних президентських виборів. Також учасники зазначили, що через їхні дії йти по мажоритарних округах вже відмовились 4 кандидати у народні депутати. Активісти підтвердили оголошені раніше наміри найближчим часом їхати до округу № 65, по якому балотується Володимир Литвин.
11 грудня у Києві на Майдані Незалежності у переддень першого засідання новообраного 7-го скликання Верховної Ради України активісти провели прес-конференцію, на якій підбили підсумки першого етапу кампанії.

### Фальсифікація діяльності
У серпні 2012 року у Тлумацькому, Галицькому та Тисменицькому районах Івано-Франківської області невідомі особи поширювали листівки з неправдивою інформацією про кандидата на парламентських виборах 2012 року по мажоритарному округу № 84 Миколу Круця. Листівки були схожими на такі, які розповсюджували активісти кампанії, однак виготовлені були кольоровими. Вони містили логотип ГР «Відсіч» та контактні дані учасників руху. Активісти «Відсічі» 13 серпня на прес-конференції у Івано-Франківську заперечили свою причетність до листівок, назвавши цей випадок «чорним піаром» та «брудними технологіями».
11 вересня 2012 року активісти «Відсічі» спільно з рухом «Чесно» оприлюднили список фальшивих листівок, серед яких є підробки діяльності кампанії «Помста за розкол країни», а саме:
- проти низки кандидатів в усіх округах Івано-Франківської області від імені нібито розчарованих активістів «Відсічі»;
- проти кандидата по округу № 158 Володимира Токаря;
- проти кандидата по округу № 62 Геннадія Зубка;
- проти кандидата по округу № 84 Володимира Купчака;
- проти кандидата по округу № 41 Володимира Деркача[562][563][564].

21 вересня 2012 року активісти «Відсічі» повідомили про розповсюдження чергової фальсифікованої листівки, схожої на таку, які розповсюджують у рамках кампанії та в якій використано логотип руху і контакти активістів. Поширення зафіксували у Луцьку. Ці листівки закликають не голосувати за кандидата в народні депутати України від Європейської партії в окрузі № 22 Олену Голєву.
22 вересня 2012 року активісти ГР «Відсіч» повідомили про розповсюдження фальсифікованої листівки, схожої на таку, які розповсюджують у рамках кампанії та в якій використано логотип руху і контакти активістів. Поширення відбувалось у окрузі № 21, що розташований у Волинській області. У листівці — заклики не голосувати за кандидата по цьому округу в народні депутати України Степана Івахова. Водночас, за словами активістики Ольги Сало, цей кандидат формально не підпадає під критерії кампанії, однак є факти, через які вона особисто не голосувала би за нього.
24 вересня 2012 року активісти «Відсічі» повідомили про розповсюдження фальсифікованої газети від імені ГР «Відсіч» та руху «Чесно». Поширення відбувалось у Дубенському районі Рівненської області, а саме у окрузі № 154. У листівці — заклики не голосувати за кандидатів по цьому округу в народні депутати України Сергія Костючка та Данила Корелкевича.
2 жовтня 2012 року у Хмельницькому небайдужими громадянами був зафіксований факт розповсюдження фальшивих листівок, схожих на такі, що поширюються у рамках кампанії. Продукція виготовлена від імені ГР «Відсіч» та з контактними даними активістів. У листівках — заклик не голосувати за УДАР.
11 жовтня 2012 року стало відомо про поширення у Коломийському та Городенківському районах (округ № 88) фальсифікованих листівок від імені «Відсічі» зі справжніми контактами активістів руху. Агітпродукція, виконана повноколірним друком, схожа на попередні фальсифіковані листівки, що вже поширювались від імені Відсічі у Івано-Франківській області. Активісти кампанії «Помста за розкол країни» та ГР «Відсіч» офіційно спростували свою причетність до цих листівок.
21 жовтня 2012 року під час розкладання антиагітаційного намету (Подія № 121), активісти кампанії «Помста за розкол країни» помітили, що невідомі діти розклеюють фальшиві листівки на стовпах із сумнівною інформацією про кандидата від Об'єднаної опозиції по округу № 222 Дмитра Андрієвського. Продукція схожа на листівки, які активісти кампанії поширюють, зокрема й у цьому округу. Також у листівках вказані контактні дані активістів. Як повідомили неповнолітні поширювачі, вони це роблять за гроші.

## Реакції
За словами спікера Верховної Ради Володимира Литвина, він попросив активістів не розповсюджувати листівки проти законопроєкту № 9073 в його рідному селі (Слобода Романівська), однак активісти кампанії спростовують цю заяву.
30 липня на з'їзді КПУ Адама Мартинюка висунули кандидатом у депутати Верховної Ради за списком партії. Активісти кампанії вважають, що він не висунувся за мажоритарним списком через увагу до округу з боку активістів. Учасники кампанії заявили, що це рішення не знизить увагу до округу № 23, по якому хотів балотуватися Мартинюк.
5 серпня Вадим Колесніченко назвав роздачу листівок активістами у Севастополі «результатом брудної гри націонал-фашистів».
6 серпня активісти кампанії оголосили про мобілізацію добровольців для поїздки на округ № 65, де планував балотуватися Володимир Литвин. Учасники наголосили, що після обіцянки спікера не підписувати законопроєкт № 9073 вони «оминали» цей округ, але Литвин не дотримався своїх слів.
3 вересня Володимир Литвин заявив, що ще більше «заповажав» свого брата, відповідаючи на питання журналістів про участь Петра Литвина у побитті активістів «Відсічі» у Новоград-Волинському 25 серпня.
11 вересня стало відомо, що Максим Луцький на своїй сторінці у Facebook повідомив про те, що з 1 жовтня в спеціальних наметах його люди «викупатимуть у мешканців агітаційну продукцію, яку вони ввжають брудною чи небажаною».

## Галерея

Зображення, що використовують активісти у своїх листівках проти Партії регіонів та кандидатів від неї
Розклейка у Антрациті
Роздача листівок у Новоград-Волинському
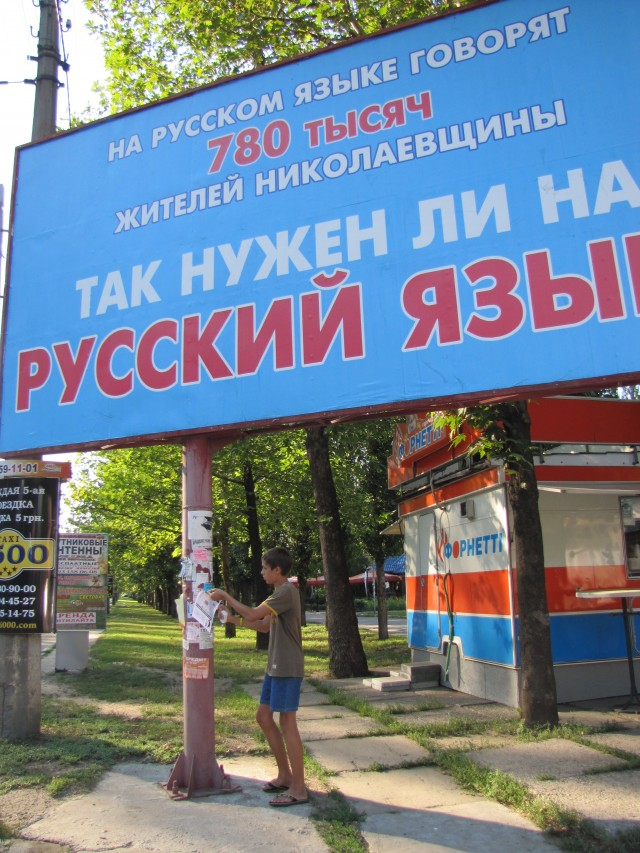
Поширення листівок у Миколаєві
Презентація кампанії у Києві
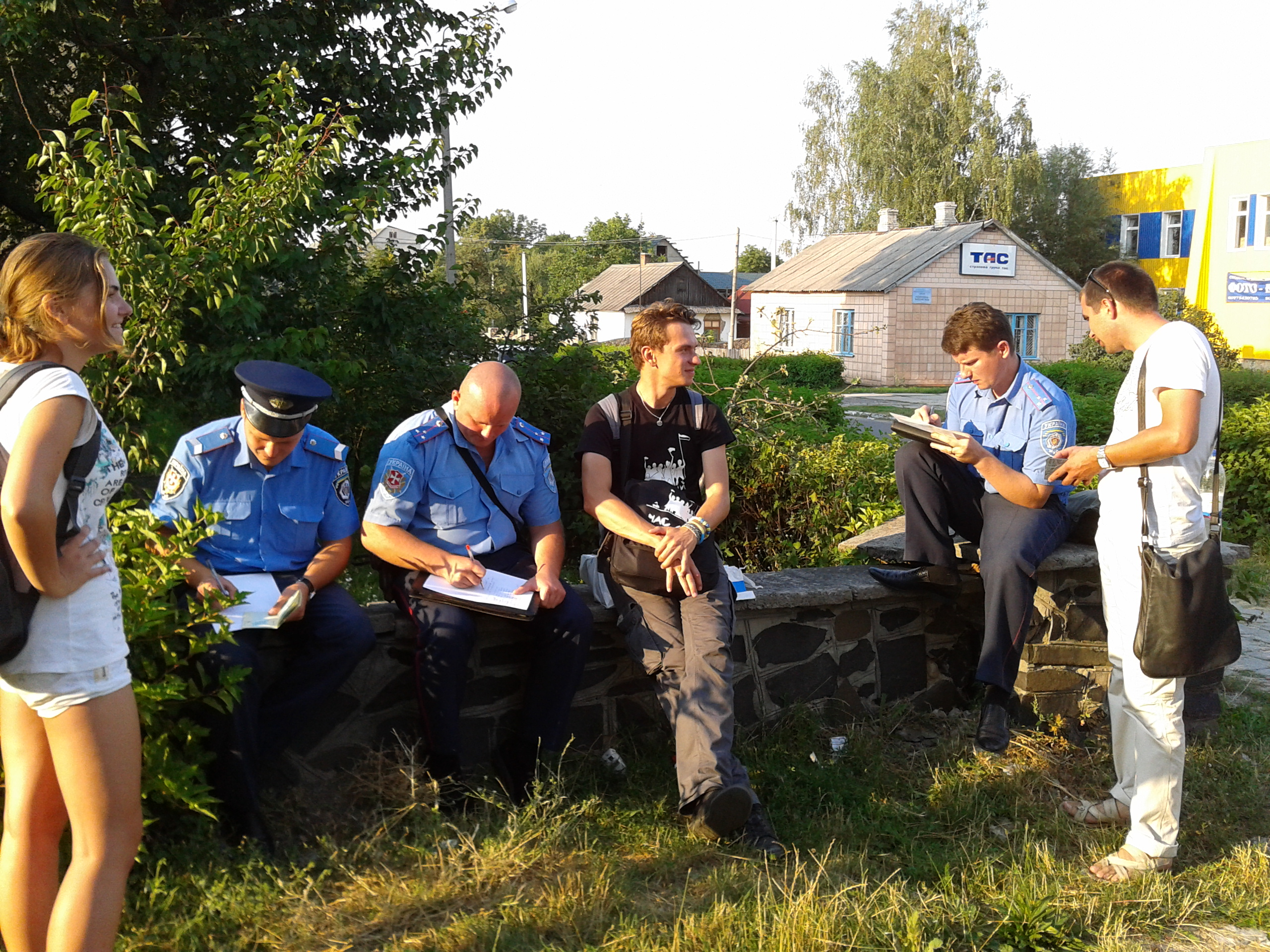
Спілкування з міліцією у Маневичах
Поширення листівок у Херсоні
Плакат «Обережно! Партія регіонів», розміщений активістами на банері із зображенням Максима Луцького у Києві
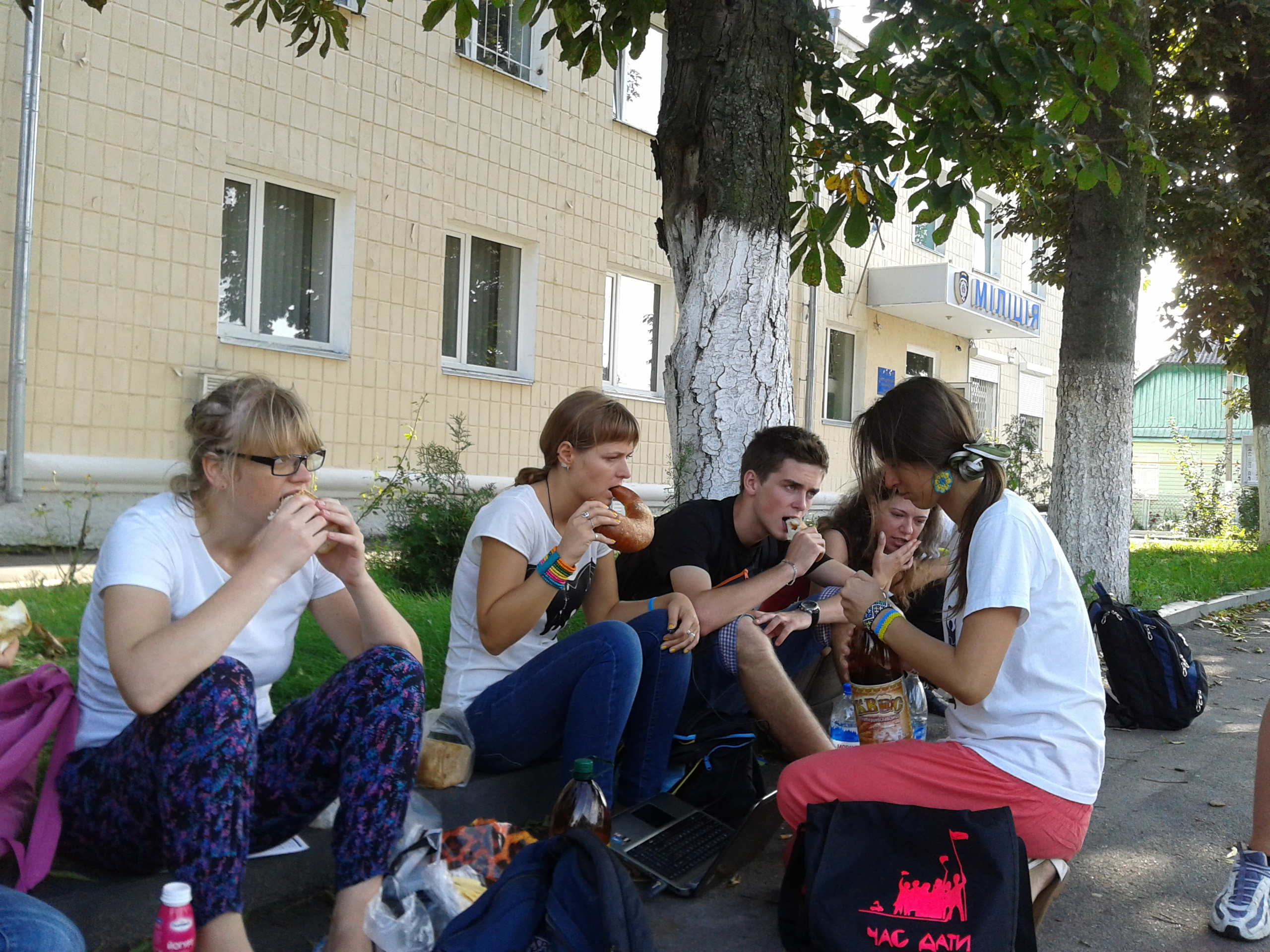
Через загрозу нападу активісти обідають просто під відділенням міліції у Новоград-Волинському
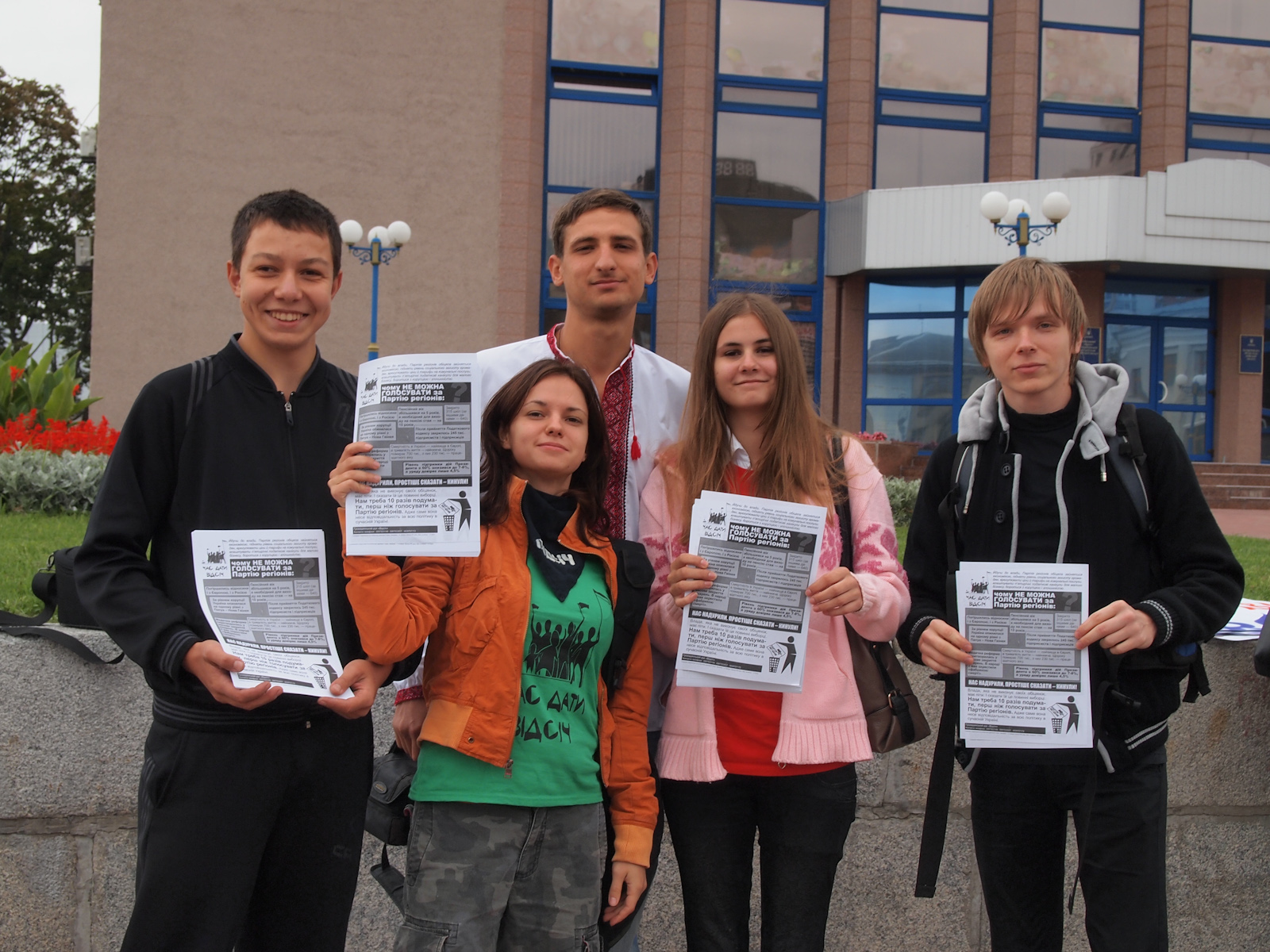
Поширення листівок у Білій Церкві
Активісти лежать зв'язкою, щоб уникнути незаконного затримання міліцією у Києві
Перший день діяльності антиагітаційного намета проти Валерія Борисова та Партії регіонів (Київ)
Активісти кампанії під час відкриття Віталієм Журавським відреконструйованої траси Київ — Житомир (Коростишів)
Невідомі порізали антиагітаційний намет проти Валерія Борисова та Партії регіонів у Києві
Агітатори Максима Луцького замостили антиагітаційний намет активістів кампанії у Києві